# Odinel de Umfraville (Adliger, † um 1166)

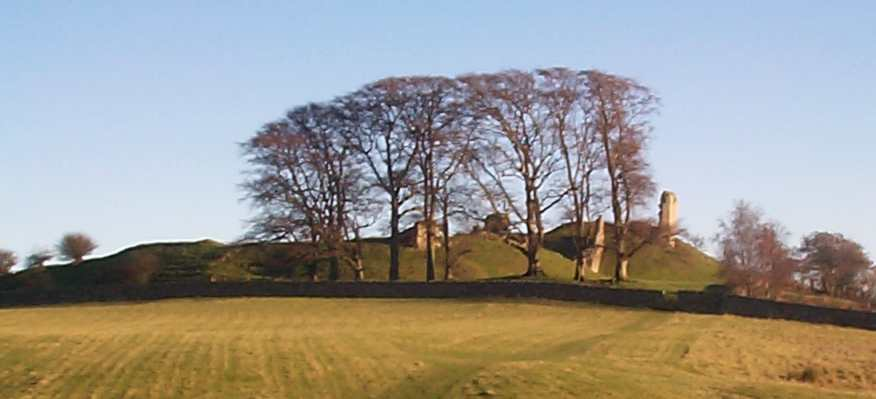
Odinel de Umfraville begann mit dem Bau von Harbottle Castle

Odinel de Umfraville († um 1166) war ein anglo-schottischer Adliger.
Odinel de Umfraville entstammte der Familie Umfraville. Er war der älteste Sohn von Robert de Umfraville. Nach dem Tod seines Vaters um 1145 erbte er dessen Herrschaft Prudhoe in Northumberland. Daneben hatte er aber auch starke Beziehungen zu Schottland, wo er für die Könige David I. und Malcolm IV., für Malcolms Bruder William, Earl of Northumberland sowie für den schottischen Bischof Robert of St Andrews mehrere Urkunden bezeugte. Der englische König Heinrich II. gab ihm 1157 Harbottle als Lehen und erlaubte ihm, dort eine Burg zu errichten. 1158 begleitete Umfraville den König in Cumberland. Das von Umfraville errichtete Harbottle Castle wurde anstelle von Elsdon Castle neuer Hauptsitz der Familie. 1156 führte Umfraville einen Prozess gegen William de Vescy, Lord of Alnwick. Vor 1162 diente er selbst als königlicher Richter in Northumberland. Vermutlich 1166 wird er als Inhaber von zwei Knight’s fees in Yorkshire letztmals erwähnt. Sein Erbe wurde Gilbert de Umfraville, der wahrscheinlich sein jüngerer Bruder war.